# Арнсберг (округ)
Адміністрати́вний о́круг А́рнсберг (нім. Regierungsbezirk Arnsberg) — один з п'яти адміністративних округів Північного Рейну-Вестфалії. Знаходиться на південному сході землі. Був утворений 30 квітня 1815 року. Адміністративним центром округу є місто Арнсберг.

## Населення
Населення округу становить 3645437 осіб (2011; 3658011 в 2010, 3699748 в 2008).

## Адміністративний поділ
Адміністративний округ складається з 7 районів (нім. Kreise) та 5 районних міст (нім. Kreisfreie Städte):
| № | Район/ районне місто | Площа, км² | Населення, осіб (2011) | Центр     |
| - | -------------------- | ---------- | ---------------------- | --------- |
| 1 | Гохзауерланд         | 1960,2     | 265245                 | Мешеде    |
| 2 | Еннепе-Рур           | 408,3      | 329870                 | Швельм    |
| 3 | Зост                 | 1327,6     | 303688                 | Зост      |
| 4 | Зіген-Віттгенштайн   | 1131,7     | 281585                 | Зіген     |
| 5 | Меркіш               | 1059,0     | 428385                 | Люденшайд |
| 6 | Ольпе                | 710,8      | 138405                 | Ольпе     |
| 7 | Унна                 | 542,7      | 409524                 | Унна      |
| 1 | Бохум                | 145,5      | 373976                 | Бохум     |
| 2 | Гаґен                | 160,4      | 187447                 | Гаґен     |
| 3 | Гамм                 | 226,3      | 182112                 | Гамм      |
| 4 | Герне                | 51,4       | 164244                 | Герне     |
| 5 | Дортмунд             | 280,7      | 580956                 | Дортмунд  |